# عوينات الراجاط
عوينات الراجاط (بالإنجليزية: Aoueinet Rajat)‏ قرية جبلية سياحية علي بعد 10 كم من مدينة النعمة عاصمة ولاية الحوض الشرقي بموريتانيا تم تأسيسها 1934.
تتوفر كدية الراجاط على مقومات سياحية غنية، وتوجد بها آثار خالدة من أبرزها نقوش للألعاب التقليدية بالإمكان مشاهدتها عند الصعود على أعلى الكدية.
زارها الرئيس الأسبق معاوية ولد سيد احمد الطايع عام 1998 ونصب له مخيم بالمكان واستدعى مؤرخا روى له مكانة الكدية وثرائها التاريخي المتميز في المنطقة.